# Dietmar Schiersner
Dietmar Schiersner (* 1970 in Krumbach) ist ein deutscher Historiker.

## Leben
Er studierte Geschichte, Germanistik und lateinische Philologie in Augsburg, Würzburg und München. Nach der Promotion 2002 bei Rolf Kießling an der Universität Augsburg ist er seit 2006 Professor für „Geschichte des Mittelalters und der Frühen Neuzeit und deren Didaktik“ an der PH Weingarten. Nach der Habilitation 2012 an der Universität Augsburg ist er seit 2014 wissenschaftlicher Leiter des Fürstlich und Gräflich Fuggerschen Familien- und Stiftungsarchivs in Dillingen an der Donau.
Seine Forschungsschwerpunkte sind (Spät-)Mittelalter und Frühe Neuzeit.

## Schriften (Auswahl)
- Politik, Konfession und Kommunikation. Studien zur katholischen Konfessionalisierung der Markgrafschaft Burgau 1550–1650. Berlin 2005, ISBN 3-05-004091-2.
- Räume und Identitäten. Stiftsdamen und Damenstifte in Augsburg und Edelstetten im 18. Jahrhundert. Berlin 2014, ISBN 3-11-034091-7.
- als Herausgeber mit Hedwig Röckelein: Weltliche Herrschaft in geistlicher Hand. Die Germania Sacra im 17. und 18. Jahrhundert. Berlin 2018, ISBN 3-11-055414-3.
- als Herausgeber mit Georg Seiderer: Schwaben und Franken. Regionalgeschichte im Vergleich. Konstanz 2020, ISBN 3-86764-909-X.